# Aumônier militaire
 (mars 2018).

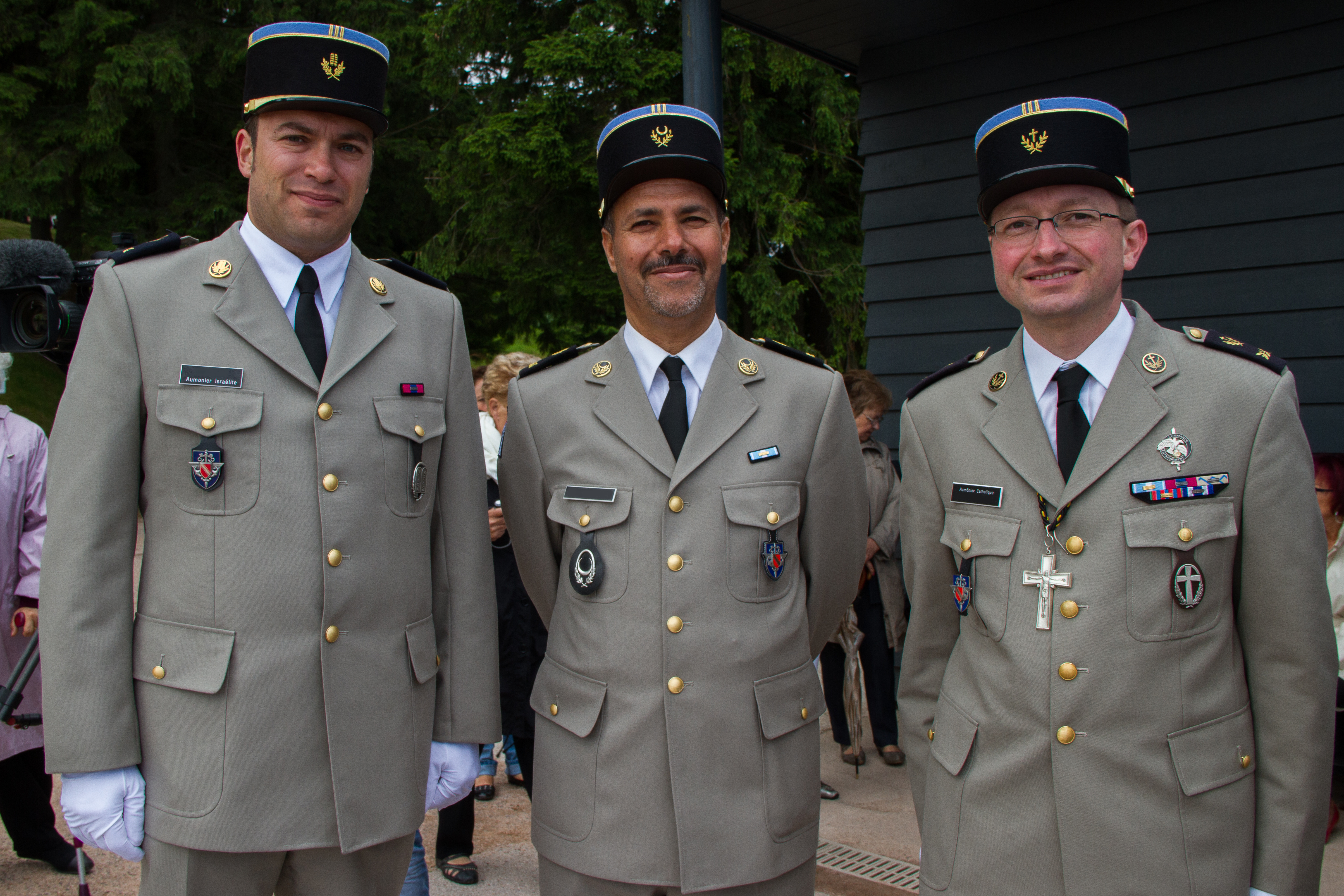
De gauche à droite, aumônier militaire juif, musulman et catholique de l'armée française, place de Strasbourg (juin 2013).

Les aumôniers militaires sont des représentants des divers cultes religieux au sein des forces armées.

## Canada
Dans les Forces armées canadiennes, les aumôniers militaires sont des officiers (généralement au grade de capitaine) qui font partie d'un corps de métier spécial, l'aumônerie. Dans la force de réserve, ils portent les mêmes uniformes et grades militaires que les officiers des unités au sein desquelles ils servent. Dans la force régulière, l'aumônier de l'unité peut porter un uniforme différent.
Ce qui distingue le plus les aumôniers des autres officiers est l'insigne religieux qu'ils portent au-dessus de la plaquette d'identité (croix latine pour les chrétiens, étoile de David pour les juifs, croissant pour les musulmans). Bien que non-combattants, ils portent également la tenue de combat des Forces armées canadiennes lorsqu'ils accompagnent leur unité en opération. Sur cette tenue, un insigne religieux en tissu est cousu sur l'insigne de grade (flap). Sur un théâtre d'opérations à l'étranger, un brassard visible les différencie.
Outre les uniformes standards, les aumôniers militaires peuvent revêtir tout vêtement liturgique nécessaire afin de procéder à des célébrations religieuses. L'étole généralement utilisé est ornée de l'insigne des forces armées canadiennes et ils peuvent porter leurs médailles. En uniforme, le col romain est également permis, mais laissé à la discrétion de l'aumônier.
Le rôle des aumôniers consiste à répondre aux besoins spirituels et religieux des militaires et leur famille, à supporter moralement les troupes (ils sont une ressource dans plusieurs domaines) et à conseiller autant les membres du rang que les officiers.  Par ailleurs, ce sont les seuls officiers admis dans les mess et cantines des membres du rang.
Au Canada, les aumôniers sont traditionnellement regroupés selon deux confessions: les catholiques romains et les protestants. Par contre, un aumônier musulman a récemment été commissionné. Tous sont aptes à agir œcuméniquement.
Les aumôniers catholiques se distinguent en deux groupes: le personnel laïc et le personnel ordonné. Les deux groupes ont généralement la même mission et les mêmes tâches à accomplir, mais les aumôniers ordonnés (prêtres et diacres) ont certains ministères religieux supplémentaires grâce au sacrement de l'ordre. Les aumôniers catholiques répondent à l'évêque de l'Ordinariat Militaire (Ordinarius Militaris) du Canada.
La coutume militaire veut que les aumôniers militaires soient surnommés padre. Ce titre veut dire père en espagnol et italien, et vient du fait que les aumôniers étaient traditionnellement des prêtres ou pasteurs chrétiens. Le titre de madre commence à se répandre pour identifier les aumôniers de sexe féminin. Les aumôniers sont perçus comme les pères et mères spirituels des militaires.

## France

### Organisation
Les aumôneries des Armées françaises sont régies par les lois du 8 juillet 1880 et du 9 décembre 1905 et par le décret du 1er juin 1964. Ces textes précisent le droit fondamental pour chaque militaire de pratiquer sa religion et les responsabilités du commandement en matière d'exercice des cultes. Le décret no 2008-1524 du 30 décembre 2008 détermine le statut des aumôniers militaires.
L'aumônerie musulmane est créée par l'arrêté interministériel du 16 mars 2005, deux ans après la création du Conseil français du culte musulman.
Compte tenu de ses objectifs et de ses missions, chaque aumônerie présente une organisation adaptée à celle des armées.
- L'aumônier-en-chef, placé auprès de l'état-major des Armées, dirige l'aumônerie du culte concerné.
- Il est assisté d'aumôniers-en-chef adjoints (un par Armée : Terre, Marine, Air et Gendarmerie).
- Dans chaque zone de défense, il est représenté par un aumônier de zone de défense[2], placé auprès de l'officier général de zone de défense, qui coordonne l'action des aumôniers locaux, quelle que soit leur armée d'appartenance. Cet aumônier de zone de défense peut avoir un adjoint, placé auprès de l'officier général (Terre, Marine, Air ou Gendarmerie) pour chacune des armées présentes sur sa zone de défense.

Les aumôniers militaires sont répartis, par armée, en fonction des effectifs autorisés. 
En 2017, on compte quelque 186 aumôniers catholiques, 53 aumôniers protestants, 27 juifs, 45 musulmans et 1 orthodoxe. Au total, un peu plus de 280 aumôniers militaires, d’active ou de réserve, servent dans les Armées françaises. Seize d’entre eux sont en permanence projetés en opérations extérieures. 
Il existe des aumôniers à temps plein et d'autres, réservistes.
En 2022, 12 % des aumôniers sont des femmes.

### Cultes
Avant leur nomination par le ministère de la Défense, les futurs aumôniers obtiennent des responsables français de leur culte les « pouvoirs religieux » attestant que les candidats sont considérés comme « ministres du culte » dans leurs religions respectives.
Il existe, au sein de l'Armée française des aumôniers : 

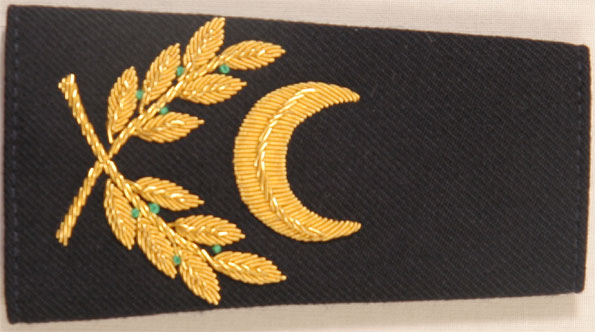
Fourreau d'épaule du premier aumônier musulman de corps de troupe.

du culte orthodoxe
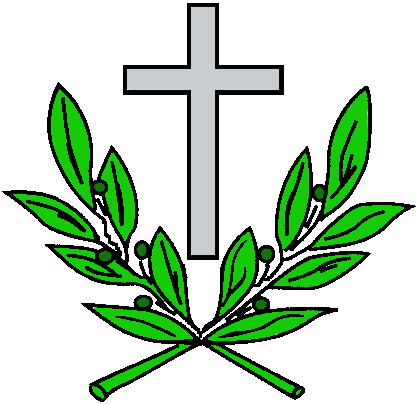
du culte catholique
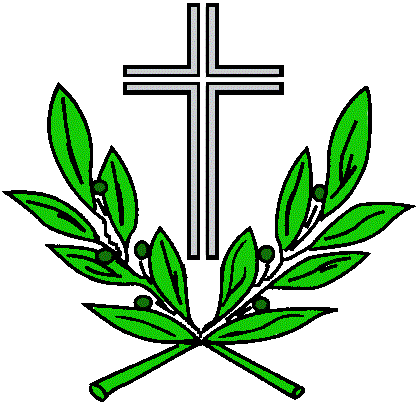
du culte protestant
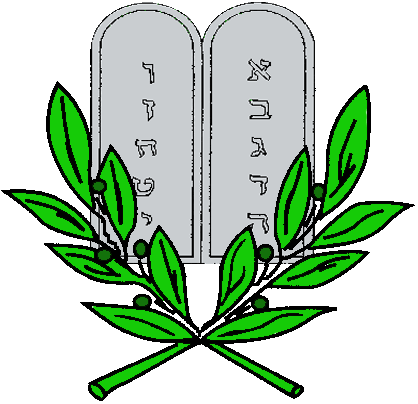
du culte israélite
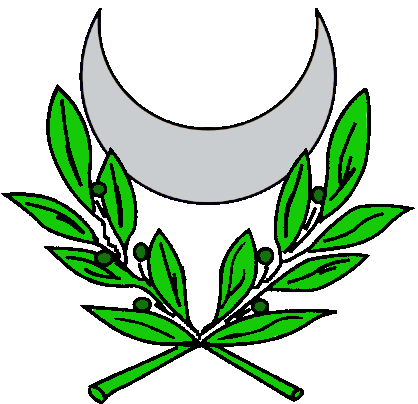
du culte musulman (depuis octobre 2006)

En outre, depuis novembre 2006, un prêtre  du patriarcat de Moscou est détaché 30 jours par an à la Légion étrangère, en raison d'un nombre important de militaires de confession orthodoxe au sein de cette arme.

### Statut des aumôniers
Auparavant engagés au titre de l'une des trois armées, de la gendarmerie nationale ou des services communs, les aumôniers militaires souscrivaient, depuis le décret du 16 mars 2005, un contrat au titre du service de santé des armées. Depuis le 2 janvier 2012, les aumôniers sont rattachés au service du commissariat des armées.
Ils assurent le soutien religieux du personnel de la Défense qui le souhaitent dans les lieux où les armées et formations rattachées exercent leurs missions.
Les aumôniers conseillent le commandement. Ils n'ont aucun pouvoir de donner des ordres, sauf dans l'exercice de leur fonction en ce qui concerne le personnel mis à leur disposition. Ils ne peuvent prononcer de punition.
Ils détiennent le grade unique d'aumônier militaire, sans correspondance avec la hiérarchie militaire générale mais ils sont assimilés à des officiers. Dans l'exercice spécifique de leurs fonctions d'exercice du culte, les aumôniers militaires ont traditionnellement un grade équivalent aux fidèles qui les consultent, du seconde classe au maréchal.
Ils peuvent en outre recevoir l'appellation d'aumônier militaire en chef, d'aumônier militaire en chef adjoint ou d'aumônier militaire régional, sur décision du ministre de la Défense, en fonction des responsabilités exercées.
Sur le plan des préséances, les aumôniers en chef prennent place après les officiers généraux. Les autres aumôniers parmi les officiers supérieurs.
Aucune des prescriptions réglementaires en matière de marques extérieures de respect ne leur est, en principe, applicable. Néanmoins, ils doivent le salut aux officiers généraux. Ils l'échangent avec les autres militaires.
Ils relèvent conjointement :
- de l'aumônier militaire-en-chef de leur culte, pour ce qui concerne les questions relatives à leur culte ;
- de l'autorité militaire, pour ce qui concerne les modalités d'exercice de leurs missions au sein des formations de la Défense.

Les aumôniers militaires bénéficient d'un avancement d'échelon de solde qui a lieu à l'ancienneté.

### Grade et appellations
Les premiers insignes de fonction apparaissent dès 1853, pour les aumôniers catholiques de la flotte. Puis cette pratique s'étendra aux différentes armes et aux autres cultes.
Leur insigne de grade est, pour l'Armée de terre, la gendarmerie nationale et les services communs (Service de santé des armées, par exemple), un rameau d'olivier stylisé, porté en barrette, or ou argent selon leur statut ou leur fonction, encadré ou non selon leur fonction, porté 
- avec l'insigne de l'aumônerie du culte concerné pour l'Armée de terre (croix pour les aumôniers catholiques et protestants, tables de la loi pour les israélites, croissant pour les musulmans),
- avec la grenade « bois de cerf » or surmontée de deux chevrons pour la gendarmerie nationale.

Les aumôniers de  marine portent une ancre chargée de l'insigne de culte, ceux de l'Armée de l'air (B.A.Z.) l'insigne de culte et l'épervier de  cette armée.
| Aumônier militaire-en-chef                                         |                                 |                  |                |                       |
|                                                                    | armée de terre services communs | marine nationale | armée de l’air | gendarmerie nationale |
| Aumônier militaire-en-chef adjoint                                 |                                 |                  |                |                       |
| Aumônier militaire régional                                        |                                 |                  |                |                       |
| Aumônier militaire                                                 |                                 |                  |                |                       |
| Laïc - aumônier militaire aumônerie catholique de l’armée de terre |                                 |                  |                |                       |
| Aumônier militaire de réserve                                      |                                 |                  |                |                       |

Réglementairement, on appelle les aumôniers militaires « Monsieur (ou Madame) l'aumônier ».
Dans la pratique, les appellations varient selon les unités :
- l'aumônier catholique, quand il est prêtre, est souvent appelé « Padre » (appellation à l'origine réservée aux aumôniers des troupes de marine mais qui s'est « démocratisée » par la suite) ou, plus communément « Mon Père »
- les aumôniers embarqués de la Marine nationale reçoivent traditionnellement à bord le titre de « Monseigneur »
- les élèves des lycées et classes préparatoires militaires qualifient, selon les lieux, leurs aumôniers militaire prêtres de « Marab » (appellation propre au Prytanée national militaire), « Bohut », « Babasse », etc.
- les aumôniers protestants sont souvent appelés « Pasteur »
- les aumôniers israélites « Monsieur le Rabbin »
- l'aumônerie musulmane étant de création récente, il ne semble pas que ses aumôniers aient actuellement reçu une appellation « de tradition ».

#### Insignes de fonction dans l'armée de terre et la gendarmerie
L'insigne métallique de fonction des aumôniers se porte sur la vareuse de la tenue de sortie ou sur la chemisette (T21 ; T22) au-dessus de la patte de poche de poitrine droite (ou au-dessus de la poche gauche en cas de port d'un autre insigne à droite, par exemple le brevet de parachutiste). Il est doré pour les aumôniers-en-chef, argenté pour les autres aumôniers.
| Aumônier catholique n° d'homologation : GS 78 | Aumônier protestant n° d'homologation : GS 79 | Aumônier israélite n° d'homologation : GS 80 |

#### Ailes de poitrine dans l'armée de l'air
| Aumônier catholique et aumônier protestant | Aumônier israélite |

## Russie
En 2011, on compte 240 aumôniers militaires orthodoxes à plein temps.

## Droit international humanitaire
Les conventions de Genève énoncent que les aumôniers attachés aux forces armées, comme le personnel sanitaire exclusivement affecté à la recherche, à l'enlèvement, au transport ou au traitement des blessés et des malades ou à la prévention des maladies, le personnel exclusivement affecté à l'administration des formations et établissements sanitaires, sont respectés et protégés en toutes circonstances.
Au cours d'un conflit armé, s'ils tombent au pouvoir de la partie adverse, ils ne sont retenus que dans la mesure où l'état sanitaire, les besoins spirituels et le nombre de prisonniers de guerre l'exigeront. Ils ne sont pas considérés comme prisonniers de guerre.
Pour justifier de leur état, les aumôniers militaires sont dotés d'une carte d'identité spéciale et d'un brassard, munis de l'emblème de la croix rouge sur fond blanc. 
|                        |                                                           |                                                           |
| Brassard de neutralité | Modèle français de carte d'identité sanitaire (extérieur) | Modèle français de carte d'identité sanitaire (intérieur) |

## Héraldique
La tradition accorde aux chapelains militaires, à l'instar des aumôniers des armées pontificales, de timbrer leurs armes d'un chapeau de sable, avec une cordelière à une houppe de même entremêles de fils dor, de chaque côté. Cet usage est toujours suivi, notamment en Espagne.